# Mallophora jemina
Mallophora jemina är en tvåvingeart som beskrevs av Charles Howard Curran 1941. Mallophora jemina ingår i släktet Mallophora och familjen rovflugor. Inga underarter finns listade i Catalogue of Life.